# Electrophoresis
Electrophoresis est une revue scientifique à comité de lecture qui publie des travaux scientifiques originaux dans le domaine de l'électrophorèse. Son champ d'inclusion comprend toutes les techniques de préparation et d'analyse liées à l'électrophorèse, autant en gel qu'en puce miniaturisée. Elle est publiée depuis 1980 par Wiley-VCH Verlag GmbH & Co. KGaA (Weinheim, Allemagne).
D'après l'Institute for Scientific Information (ISI), son facteur d'impact en 2014 est de 3,028. L'actuel directeur de publication est Ziad El Rassi (Stillwater, États-Unis).